# TNT Express
TNT Express N.V. was een internationale pakketvervoerder opgericht in 2011, toen TNT N.V. werd opgesplitst in post- en kleinpakketvervoerder PostNL en pakketvervoerder TNT Express. TNT Express vervoerde wekelijks zo'n 4,4 miljoen exprespakketten, documenten en vracht naar meer dan 200 landen. Het bedrijf telde bijna 60.000 medewerkers. In april 2015 bracht FedEx een overnamebod uit op TNT Express. Op 25 mei 2016 was deze overname een feit.

## Geschiedenis
Op 25 mei 2011 werd TNT N.V. opgesplitst in de aparte beursgenoteerde bedrijven TNT Express N.V. en PostNL N.V.. Deze splitsing was met terugwerkende kracht vanaf 1 januari 2011 effectief. Belangrijkste argument voor de splitsing was het verschil in bedrijfsactiviteiten. De postdivisie kampt met een krimpende Nederlandse markt waar steeds minder post wordt verstuurd onder andere door de opkomst van e-mail. Bij TNT Express lag de nadruk op groei van de netwerken in Europa en in opkomende gebieden zoals China, Zuid-Amerika en India.
Bij de splitsing in 2011 kreeg PostNL bijna een derde van de aandelen van TNT Express mee. In december 2013 verkocht PostNL bijna 82 miljoen aandelen TNT Express voor € 6,20 per stuk. De opbrengst van € 507 miljoen is gebruikt om schulden af te lossen. Na de verkoop had PostNL nog een aandelenbelang van circa 14,8% in TNT Express. PostNL heeft het hele belang aan FedEx verkocht in 2016.

### Tijdlijn
|                  |                  | voorloper  | voorloper  | voorloper      | voorloper      | voorloper      | voorloper                | voorloper                | (onderdeel van) PTT      | (onderdeel van) PTT      | (onderdeel van) PTT      | (onderdeel van) PTT      | (onderdeel van) PTT      | (onderdeel van) PTT      | (onderdeel van) PTT      | (onderdeel van) PTT      | (onderdeel van) PTT      | (onderdeel van) PTT | (onderdeel van) PTT | (onderdeel van) PTT | (onderdeel van) PTT | (onderdeel van) PTT | verzelfstandigd/geprivatiseerd bedrijf | verzelfstandigd/geprivatiseerd bedrijf | verzelfstandigd/geprivatiseerd bedrijf | verzelfstandigd/geprivatiseerd bedrijf | verzelfstandigd/geprivatiseerd bedrijf | verzelfstandigd/geprivatiseerd bedrijf | verzelfstandigd/geprivatiseerd bedrijf | verzelfstandigd/geprivatiseerd bedrijf | verzelfstandigd/geprivatiseerd bedrijf | verzelfstandigd/geprivatiseerd bedrijf | verzelfstandigd/geprivatiseerd bedrijf | verzelfstandigd/geprivatiseerd bedrijf | verzelfstandigd/geprivatiseerd bedrijf | verzelfstandigd/geprivatiseerd bedrijf | verzelfstandigd/geprivatiseerd bedrijf | verzelfstandigd/geprivatiseerd bedrijf | verzelfstandigd/geprivatiseerd bedrijf | verzelfstandigd/geprivatiseerd bedrijf |
|                  |                  |            |            |                |                |                |                          |                          |                          |                          |                          |                          |                          |                          |                          |                          |                          |                     |                     |                     |                     |                     |                                        |                                        |                                        |                                        |                                        |                                        |                                        |                                        |                                        |                                        |                                        |                                        |                                        |                                        |                                        |                                        |                                        |                                        |
| Telefonie        | Telefonie        |            |            | Rijkstelegraaf | Rijkstelegraaf | Rijkstelegraaf | Rijkstelegraaf           | Rijkstelegraaf           | APT                      | APT                      | P&T                      | P&T                      | P&T                      | P&T                      | PTT                      | PTT                      | PTT                      | PTT                 | PTT                 | PTT                 | PTT                 | PTT                 | KPN (PTT Telecom, PTT Post)            | KPN (PTT Telecom, PTT Post)            | KPN (PTT Telecom, PTT Post)            | Koninklijke KPN                        | Koninklijke KPN                        | Koninklijke KPN                        | Koninklijke KPN                        | Koninklijke KPN                        | Koninklijke KPN                        | Koninklijke KPN                        | Koninklijke KPN                        | Koninklijke KPN                        | Koninklijke KPN                        | Koninklijke KPN                        | Koninklijke KPN                        | Koninklijke KPN                        | Koninklijke KPN                        | Koninklijke KPN                        |
| Koeriersdiensten | Koeriersdiensten | Posterijen | Posterijen | Posterijen     | Posterijen     | Posterijen     | Posterijen               | Posterijen               | APT                      | APT                      | P&T                      | P&T                      | P&T                      | P&T                      | PTT                      | PTT                      | PTT                      | PTT                 | PTT                 | PTT                 | PTT                 | PTT                 | KPN (PTT Telecom, PTT Post)            | KPN (PTT Telecom, PTT Post)            | KPN (PTT Telecom, PTT Post)            | TPG                                    | TPG                                    | TPG                                    | TPG                                    | TPG                                    | TPG                                    | TNT                                    | TNT                                    | TNT                                    | TNT                                    | TNT Express                            | TNT Express                            | TNT Express                            | (FedEx)                                | (FedEx)                                |
| Post(pakketten)  | Post(pakketten)  | Posterijen | Posterijen | Posterijen     | Posterijen     | Posterijen     | Posterijen               | Posterijen               | APT                      | APT                      | P&T                      | P&T                      | P&T                      | P&T                      | PTT                      | PTT                      | PTT                      | PTT                 | PTT                 | PTT                 | PTT                 | PTT                 | KPN (PTT Telecom, PTT Post)            | KPN (PTT Telecom, PTT Post)            | KPN (PTT Telecom, PTT Post)            | (PTT Post)                             | (PTT Post)                             | (PTT Post)                             | (TPG Post)                             | (TPG Post)                             | (TPG Post)                             | (TNT Post)                             | (TNT Post)                             | (TNT Post)                             | (TNT Post)                             | Koninklijke PostNL                     | Koninklijke PostNL                     | Koninklijke PostNL                     | Koninklijke PostNL                     | Koninklijke PostNL                     |
| Spaarbank        | Spaarbank        |            |            |                |                |                | Rijkspostspaarbank (RPS) | Rijkspostspaarbank (RPS) | Rijkspostspaarbank (RPS) | Rijkspostspaarbank (RPS) | Rijkspostspaarbank (RPS) | Rijkspostspaarbank (RPS) | Rijkspostspaarbank (RPS) | Rijkspostspaarbank (RPS) | Rijkspostspaarbank (RPS) | Rijkspostspaarbank (RPS) | Rijkspostspaarbank (RPS) | Postgiro /RPS       | Postgiro /RPS       | Postgiro /RPS       | Postbank            | Postbank            | Postbank                               | Postbank                               | Postbank                               | Postbank                               | Postbank                               | Postbank                               | Postbank                               | Postbank                               | Postbank                               | Postbank                               | Postbank                               | ING                                    | ING                                    | ING                                    | ING                                    | ING                                    | ING                                    | ING                                    |
| Bank             | Bank             |            |            |                |                |                |                          | PCGD (Postgiro)          | PCGD (Postgiro)          | PCGD (Postgiro)          | PCGD (Postgiro)          | PCGD (Postgiro)          |                          |                          |                          |                          |                          | Postgiro /RPS       | Postgiro /RPS       | Postgiro /RPS       | Postbank            | Postbank            | Postbank                               | Postbank                               | Postbank                               | Postbank                               | Postbank                               | Postbank                               | Postbank                               | Postbank                               | Postbank                               | Postbank                               | Postbank                               | ING                                    | ING                                    | ING                                    | ING                                    | ING                                    | ING                                    | ING                                    |
|                  |                  |            |            |                |                |                |                          |                          |                          |                          |                          |                          |                          |                          |                          |                          |                          |                     |                     |                     |                     |                     |                                        |                                        |                                        |                                        |                                        |                                        |                                        |                                        |                                        |                                        |                                        |                                        |                                        |                                        |                                        |                                        |                                        |                                        |
|                  | 1799             | 1799       | 1852       | 1852           |                | 1881           | 1881                     | 1893                     | 1893                     | 1915                     | 1915                     | 1918                     | 1918                     | 1928                     | 1928                     |                          | 1977                     | 1977                |                     | 1986                | 1986                | 1989                | 1989                                   |                                        | 1998                                   | 1998                                   |                                        | 2002                                   | 2002                                   |                                        | 2006                                   | 2006                                   | 2009                                   | 2009                                   | 2011                                   | 2011                                   |                                        | 2016                                   | 2016                                   |                                        |

## Resultaten
In het eerste jaar na de splitsing, 2011, telde TNT Express ongeveer 77.500 medewerkers. In dit jaar bedroeg de omzet van de onderneming € 7,2 miljard en leed het een nettoverlies van € 272 miljoen. Het resultaat werd vooral gedrukt door problemen in Brazilië. In 2007 en 2009 had TNT Mercurio en Expresso Aracatuba gekocht en TNT wilde deze samenvoegen. Vanwege integratie problemen moest TNT Express hierop € 120 miljoen afboeken in 2011 boven op een bedrijfsverlies.
Door de recente verliezen en het afketsen van de overname door UPS, maakte TNT Express in maart 2013 bekend 4.000 banen te schrappen in de komende 36 maanden. TNT wil de kosten terugdringen en de productiviteit verhogen. De activiteiten in China en Brazilië staan al in de verkoop waarmee de focus weer op Europa komt te liggen. De reorganisatie kost eenmalig zo’n € 150 miljoen en zal leiden tot jaarlijkse besparingen van € 220 miljoen vanaf 2015. De koeriersdienst gaat zich richten op diensten met een relatief hoge marge, zoals palletvrachten, zwaardere pakketten en internationale zendingen. Verder investeert TNT Express de komende jaren € 200 miljoen in de automatisering van de pakketafhandeling en in de verbetering van bestel- en betaalmethodes.
| Jaar | Omzet | Bedrijfsresultaat | Nettoresultaat |
| ---- | ----- | ----------------- | -------------- |
| 2010 | 7053  | 180               | 66             |
| 2011 | 7246  | -105              | -272           |
| 2012 | 7237  | 89                | -81            |
| 2013 | 6693  | 48                | -122           |
| 2014 | 6680  | -86               | -190           |
| 2015 | 6674  | 38                | -50            |

## Overnamebod van UPS
Op 19 maart 2012 maakte het Amerikaanse koeriersbedrijf UPS bekend TNT Express over te gaan nemen. UPS bood € 5,16 miljard ofwel € 9,50 per aandeel van het bedrijf. Door het samengaan van beide bedrijven ontstaat een wereldwijd actief concern met een omzet van € 45 miljard op jaarbasis. De directie van TNT Express had een eerder bod van UPS afgewezen; UPS bood toen nog € 9 per aandeel. PostNL, houder van circa 30% van de aandelen TNT Express, had wel aangegeven zijn aandelen aan te zullen bieden. Dit zou PostNL € 1,54 miljard opleveren als de Europese Commissie (EC) toestemming verleent.
Op 14 januari 2013 maakten UPS en TNT echter bekend dat er van de EC geen toestemming is. De koers van het aandeel TNT Express zakte die dag 41,3%. Eind januari publiceerde de EC haar besluit dat de overname van TNT Express wordt geblokkeerd. De EC heeft samen met UPS naar oplossingen gezocht. UPS heeft aangeboden om diverse TNT's dochterondernemingen af te stoten en de kopers kregen vijf jaar lang toegang tot zijn luchtnetwerk, maar deze concessies waren onvoldoende. Een grote zorg van de EC was de vermindering van het aantal spelers op de Europese markt voor expresbezorging. Toen waren vier grote partijen actief en dit zou teruglopen naar drie of zelfs twee aanbieders. UPS moet nog wel US$ 200 miljoen aan TNT Express betalen als annuleringsvergoeding. Nadat de overname niet doorging, stapte UPS omwille van procedurele redenen alsnog naar het Gerecht van de Europese Unie. Deze verklaarde in 2017 het besluit van de EC nietig. TNT was dan al sinds 2016 volledig overgenomen door FedEx. De EC ging in hoger beroep bij het Europese Hof van Justitie, dat in 2019 eveneens UPS in het gelijk stelde.

## Overname door FedEx
In april 2015 deed FedEx een bod op TNT Express. FedEx bood € 8 per aandeel of € 4,4 miljard in totaal. Het bod had de goedkeuring van de raad van bestuur, de raad van commissarissen en PostNL, dat 15% van de aandelen in handen heeft. Met de overname versterkt FedEx de marktpositie in Europa.
In juli besloot de EC nader onderzoek te doen naar de overname. De concentratie zou namelijk kunnen leiden tot grote prijsstijgingen voor bedrijven. De combinatie FedEx/TNT wordt groter dan het Amerikaanse UPS, maar DHL blijft marktleider met een marktaandeel van 41%. UPS staat op een marktaandeel van 23% en FedEx/TNT komen samen uit op 24%. Op 20 oktober meldden beide bedrijven dat de EC hun had meegedeeld dat geen bezwaar zal worden gemaakt tegen de overname. Op 8 januari 2016 volgde de goedkeuring van de EC. Eind april 2016 gaven de Chinese autoriteiten als laatste ook hun toestemming.
Op 18 mei deed FedEx het bod gestand nadat ze ruim 88% van de aandelen in handen had. De aandeelhouders hebben nog tot 1 juni 2016 de tijd om hun stukken aan te melden. De beursnotering van TNT Express in Amsterdam werd op 1 juli 2016 gestaakt. Doordat FedEx, als Amerikaans bedrijf, niet meer dan de helft van de aandelen van een Europese vrachtluchtvaartmaatschappij kan bezitten werd de luchtvaarttak TNT Airways verkocht.
In januari 2021 werd de integratie van TNT in FedEx afgerond. Zowel het IT-systeem, als ook de transportnetwerken in de lucht en op de weg, zijn samengevoegd tot een geheel. Dit biedt ruimte om de efficiency te vergroten en FedEx verwacht dat er zo'n 6000 banen in Europa verloren zullen gaan. Dit proces zal in 2022 worden afgerond en FedEx heeft hiervoor een voorziening getroffen van 300 tot 575 miljoen dollar. De maatregelen zullen leiden tot een kostenbesparing van zo'n US$ 300 miljoen op jaarbasis vanaf 2024. In Nederland heeft FedEx nog ongeveer 3000 medewerkers in dienst.

## Bestuurders
Sinds 25 mei 2011 was Marie-Christine Lombard de bestuursvoorzitter (CEO), zij nam deze positie over van Peter Bakker, zij was al bestuursvoorzitter van de Express divisie voor de splitsing van TNT N.V.. In september 2012 stapte Lombard op. De CFO van TNT Express, Bernard Bot, nam haar functie tijdelijk over. Tex Gunning, oud lid van de raad van bestuur van AkzoNobel, werd per 1 juni 2013 de nieuwe CEO. Gunning vertrok op 25 mei 2016 en werd opgevolgd door David Binks, de Britse baas van de Europese tak van FedEx. Op 1 juni 2018 ging David Binks met pensioen en werd hij opgevolgd door Bert Nappier. Sinds 1 juni 2020 is Karen Reddington CEO van FedEx Express Europe en TNT.